# جسر الدامور
جسر الدامور، ويقع في بلدة الدامور على الساحل اللبناني، جنوب مدينة بيروت، وهو يصل ضفتي نهر الدامور ببعضهما.

## طوله وارتفاعه
يبلغ طول الجسر نحو 20 مترا.

## تاريخ إنشائه
يعود هذا المعلم الاثري إلى أيام الأمير بشير الشهابي الذي أولاه اهتماماً كبيراً، لما كان يعتبره مركزاً استراتيجياً ونقطة عبور مهمة في منطقة جبل لبنان. وكان يطلق عليه لقب “المخرب” نتيجة الخراب الناتج عن فيضان النهر الذي يمر تحته في مواسم الشتاء القاسية وعلى رغم إعادة ترميمه أكثر من مرة، فإن المتصرّف العثماني فرنكو باشا كان الوحيد الذي استطاع إنقاذه والمحافظة عليه بعدما انفق على إعادة بنائه ما يزيد عن الـ 50 ليرة ذهبية مستعملاً الحديد والاسمنت المسلح.